# 하나노키촌
하나노키촌(花之木村)은 미에현 아야마군에 있던 촌이다. 현재 이가시 우에노 시가지의 남서쪽, 기즈강 좌안, 메이한 국도・오우치 나들목 부근에 해당한다. 

## 역사
- 1889년 4월 1일 - 정촌제 시행에 의해 아하이군 하나노키촌이 성립하였다.
- 1896년 4월 1일 - 군제 시행에 의해 아야마군으로 변경되었다.
- 1941년 9월 10일 - 우에노정,니이촌, 나가타촌, 오타촌, 미타촌,  조난촌과 합병해 우에노시가 성립하여 동일 하나노키촌은 폐지되었다.

## 참고문헌
- 角川日本地名大辞典 24 三重県